# Bertelsmann
Bertelsmann SE & Co. KGaA es un grupo empresarial de carácter internacional con sede en Gütersloh (Alemania). Es una de las mayores empresas de medios de comunicación del mundo que, además, opera en el sector de los servicios y en el educativo.
Carl Bertelsmann fundó la compañía en 1835 como editorial de libros. Tras la Segunda Guerra Mundial y bajo la dirección de Reinhard Mohn, pasó de ser una empresa mediana a convertirse en una gran corporación que, además de libros, ofrece televisión, radio, revistas y servicios. En el ejercicio fiscal de 2015, las principales divisiones de la empresa estaban constituidas por RTL Group, Penguin Random House, BMG, Arvato, Bertelsmann Printing Group, Bertelsmann Education Group y Bertelsmann Investments.
La compañía no cotiza en bolsa, sino que está orientada al mercado de capitales, que sigue en gran medida bajo el control de la familia Mohn. Entre los principios fundamentales de la empresa están la creatividad y el emprendimiento.

## Historia

### 1835-1944

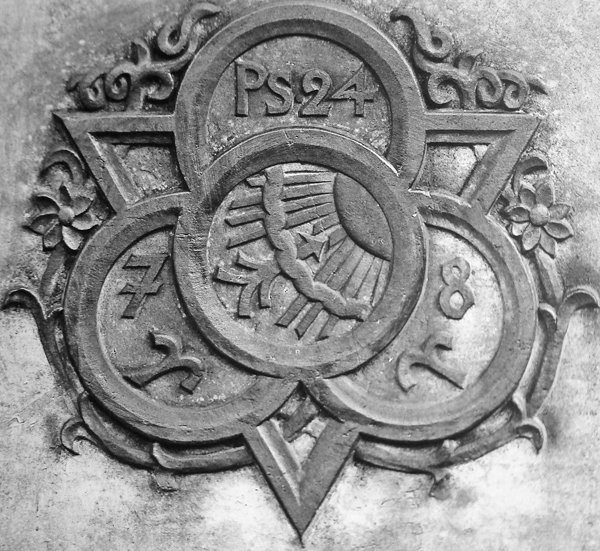
Logotipo histórico de la editorial (2012)

El origen del grupo actual es la editorial C. Bertelsmann Verlag fundada en 1835 por Carl Bertelsmann en Gütersloh. Carl Bertelsmann era un representante del "Minden-Ravensberger Erweckungsbewegung", el movimiento del Gran Despertar de las comunas protestantes en Minden-Ravensberg, cuyos escritos él publicaba en su editorial. La editorial, en un principio especializada en literatura teológica, amplió su programa, en primer lugar, con libros escolares y didácticos y, desde los años 1920 y 1930, cada vez más con literatura de ocio. Durante el Tercer Reich, la editorial C. Bertelsmann se perfiló con las económicas ediciones populares "Bertelsmann Volksausgaben". El éxito comercial provenía, sobre todo, de libros sobre sucesos de guerra como el "Fliegerbuch" de Werner von Langsdorff, relacionado con la aviación. Heinrich Mohn fue promotor de las Schutzstaffel, principal organización de la Alemania nazi, y quiso convertir su empresa en un negocio ejemplar del nacionalsocialismo. Durante la guerra, la editorial se convirtió en el mayor proveedor de la Wehrmacht, incluso por delante de la editorial central del partido nazi (NSDAP), la Franz Eher. La facturación de C. Bertelsmann Verlag aumentó especialmente entre 1939 y 1941. No se emplearon a presos judíos de Gütersloh, pero sí en imprentas en Lituania con las que C. Bertelsmann Verlag colaboraba. En 1944, la Reichsschrifttumskammer (Cámara de Publicaciones del Reich) ordenó el cierre para movilizar "todas las fuerzas para la victoria". Un motivo fundamental para ello fue el tráfico ilegal de papeles llevado a cabo por los empleados de la editorial, que en 1944 dio lugar a un proceso judicial.

### 1945-1970
Al finalizar la guerra, la empresa se presentó ante las autoridades de control aliadas como una editorial cristiana de la resistencia que había sufrido persecución política. En un principio se negó cualquier conexión con organizaciones nacionalsocialistas, pero cuando se dio a conocer que habían dado falso testimonio o, por lo menos, ocultado información, Heinrich Mohn dimitió como director de la editorial. Uno de sus tres hijos, Reinhard Mohn, se hizo cargo de la editorial C. Bertelsmann, puesto que Hans Heinrich Mohn había fallecido en la guerra y Sigbert Mohn aún estaba preso. Finalmente, en 1947, los aliados le otorgaron una licencia de edición. Tras la reforma monetaria de 1948, el comercio de libros se vio sumido en una crisis de ventas, que también puso en peligro la existencia de C. Bertelsmann. Bajo tales augurios, se fundó en 1950 el círculo de lectores Bertelsmann Lesering, con el fin de estimular las ventas. Los clientes se suscribían a la compra de libros y, a cambio, recibían precios más bajos. El negocio se desviaba cada vez más de la edición a la distribución de libros, algo que fue decisivo para continuar creciendo.
En 1959, la editorial se reestructuró. A partir de entonces, la literatura teológica pasó a publicarse en la Gütersloher Verlagshaus, que se fusionó con la editorial Rufer. La literatura de entretenimiento, la lírica y el arte se aglutinaron bajo la editorial Sigbert Mohn. La editorial C. Bertelsmann se concentró desde entonces en libros de divulgación, sobre todo enciclopedias, guías y libros y revistas especializados.
En los años 50 y 60, Bertelsmann amplió su actividad a otros negocios; por ejemplo, en 1956, la empresa accedió al mercado musical con el Schallplattenring. Dos años después se fundaron Ariola, una de las discográficas alemanas de mayor éxito, y, casi de forma simultánea, la empresa de reproducción de soportes grabados Sonopress. Con la filial Kommissionshaus Buch und Ton, de la que posteriormente emanaría la Vereinigte Verlagsauslieferung (VVA), Bertelsmann sentó la base para el negocio en el sector de los servicios. En 1964, Bertelsmann compró a Deutsche Bank la empresa UFA, que se había venido abajo, y así se abrió paso en el ámbito del cine y la televisión. En 1969, Bertelsmann adquirió participaciones de la editorial de revistas Gruner + Jahr. La fusión prevista con Axel Springer, para la que incluso se asumió temporalmente un crédito de varios millones del Westdeutsche Landesbank, fracasó en 1970.

### 1971-1983

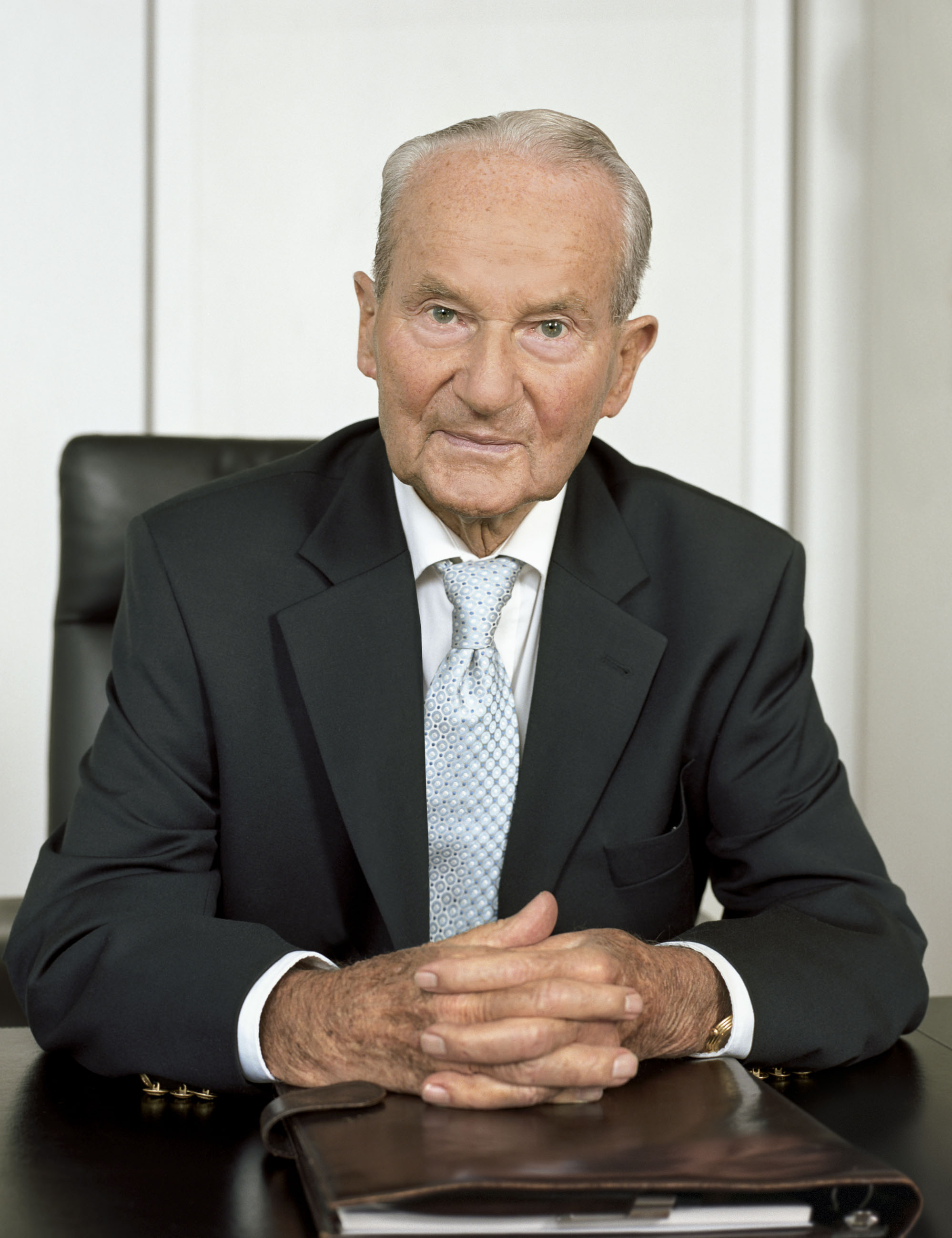
Retrato de Reinhard Mohn (2008)

Desde 1971, Bertelsmann es una sociedad anónima. Las editoriales, cada vez más diversificadas, se integraron en el grupo editorial Bertelsmann a finales de los 60. Bertelsmann trasladó su sede de Gütersloh a Múnich en 1972. En Gütersloh permanecieron las áreas centrales, para las que se construyó un nuevo edificio en la sede del grupo en 1976. El denominado Corporate Center sigue siendo la sede de la central hasta hoy. El rápido crecimiento del grupo ocasionó problemas estructurales y financieros. 
En los años 70, las necesidades financieras de Bertelsmann aumentaron. De 1975 a 1980, por ejemplo, disminuyeron los réditos de ventas a menos de un por ciento. Además, el grupo se vio sometido a nuevas regulaciones del mercado nacional, especialmente leyes para el control de las fusiones. Las grandes adquisiciones se volvieron prácticamente imposibles. Al mismo tiempo, era patente la saturación del mercado alemán respecto al Bertelsmann Lesering, mientras la mayoría de ventas de esta área de la compañía procedían de clubes de libros extranjeros.
La internacionalización del grupo, que había comenzado en los años 60, cobró impulso: Bertelsmann compró participaciones, por ejemplo, de las editoriales Plaza & Janés, con sede en Barcelona, y Bantam Books, de Nueva York. Se fundó una filial de Ariola en Estados Unidos y se adquirió Arista Records. Durante la crisis económica de 1979/1980, hubo discusiones acerca del sucesor de Reinhard Mohn, que pasó al Consejo de Administración en 1981. El nuevo presidente del Comité Ejecutivo fue Manfred Fischer, que había dirigido Gruner + Jahr. Era la primera vez que alguien no perteneciente a la familia de los propietarios asumía la dirección de Bertelsmann. Su sucesor al frente del Consejo de Administración de Bertelsmann en 1983 fue Mark Wössner. A principios de su mandato salió a luz el caso de los diarios de Hitler falsificados, lo que dañó la imagen pública de la revista Stern, la editorial Gruner + Jahr y de todo el grupo.

### 1984-1993
Mark Wössner vinculó más las filiales a la central de Gütersloh, en especial los departamentos de Business Development y Controlling. Bajo la dirección de Mark Wössner, Bertelsmann participó también en RTL plus, la segunda cadena de televisión privada de Alemania. En 1986, Bertelsmann adquirió la mayoría de RCA Records y aglutinó sus actividades en el mercado musical en el nuevo Bertelsmann Music Group. Sonopress, la empresa fundada en 1958 para reproducción de soportes grabados, no formó parte del Bertelsmann Music Group, sino que se asignó a la entonces división de Impresión e Industria. Con Doubleday se adquirió otra conocida editorial estadounidense. Así, el grupo se convirtió en una empresa conocida internacionalmente. De hecho, Bertelsmann ha sido, en algunos momentos, la mayor compañía de medios de comunicación del mundo.
Durante el ejercicio fiscal de 1990/1991, Bertelsmann contaba con más de 45.000 empleados y facturó ventas por un valor de 14.500 millones de marcos anuales. Cerca del 63 por ciento de las ventas procedían de negocios fuera de Alemania, principalmente de Estados Unidos. Tras la reunificación de Alemania y el fin de la Guerra Fría, Bertelsmann se expandió al este de Alemania, así como al centro y al este de Europa. Así, por ejemplo, abrió la primera filial del Club Bertelsmann en Dresde en 1989. Determinante para el desarrollo del grupo en los años 1990 fue la expansión de Internet como medio de masas, así como el cambio en la estructura de propietarios de Bertelsmann. En 1993, Reinhard Mohn transfirió la mayoría de las participaciones sociales a la Bertelsmann Stiftung y asumió su presidencia. La fundación se financiaba con los beneficios del grupo.

### 1994-2000

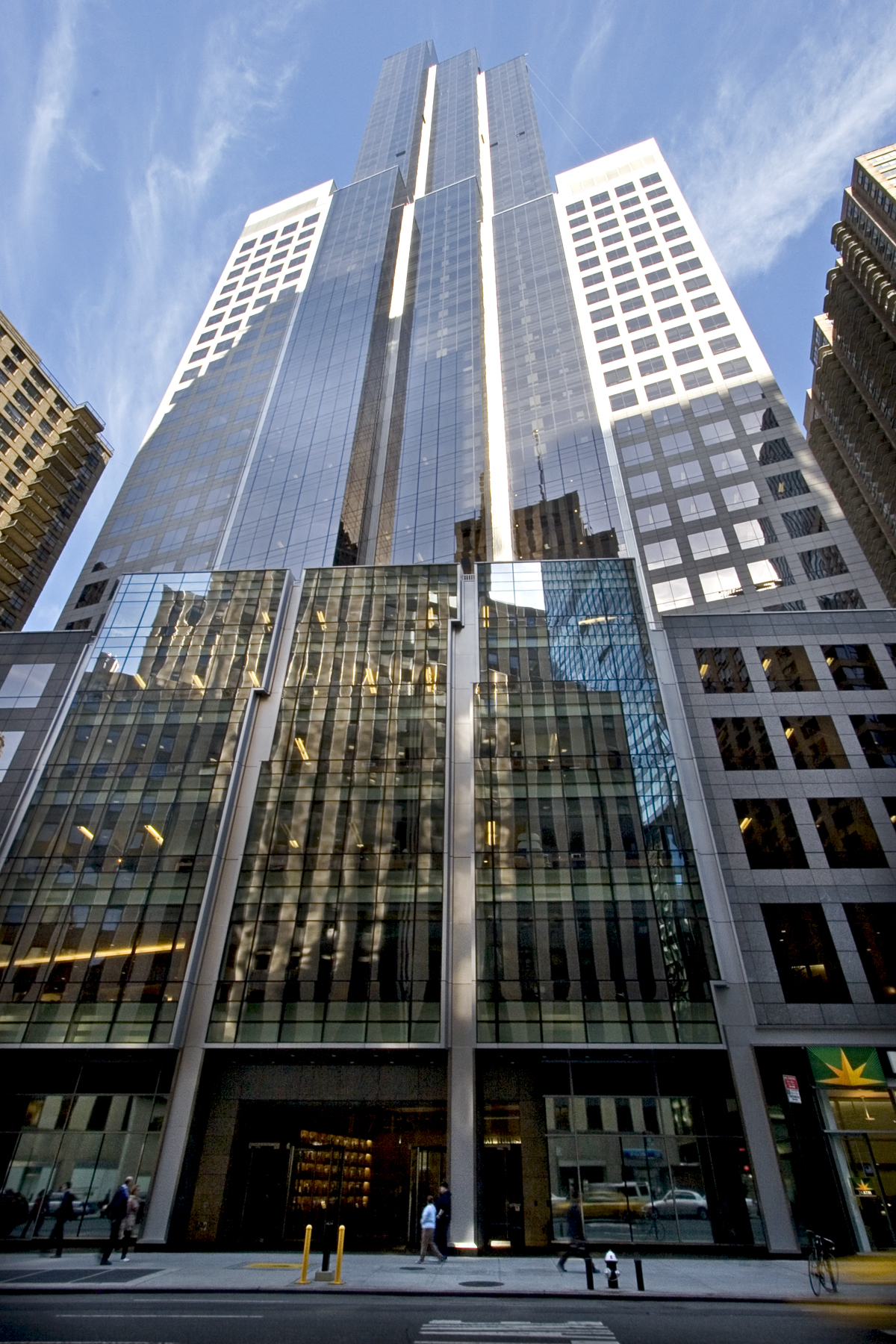
Random Tower House en Nueva York (2005)

En 1994, Gruner + Jahr adquirió las revistas del New York Times, con lo cual el grupo aumentó aún más su presencia en su mercado extranjero más importante. En 1995, Bertelsmann creó una división Multimedia. En su núcleo se hallaba AOL Europe, una joint venture entre America Online y Bertelsmann. Previamente, Bertelsmann ya había participado directamente en America Online. A la división Multimedia pertenecían también mediaWays y Pixelpark. En 1997, UFA se fusionó con la Compagnie Luxembourgeoise de Télédiffusion (CLT), creando un grupo dedicado al entretenimiento con sede en Luxemburgo. El grupo CLT-UFA permitió a Bertelsmann diversificar su negocio de forma decisiva. En 1998, Thomas Middelhoff sustituyó a Mark Wössner como presidente del Comité Ejecutivo de Bertelsmann. Hasta entonces, Thomas Middelhoff había sido consejero delegado de la división Multimedia en el Consejo de Administración. Mark Wössner pasó al Consejo de Supervisión de la empresa y presidió desde entonces la Bertelsmann Stiftung.
Durante el cambio en la dirección, tuvo lugar la adquisición de la editorial estadounidense Random House. Esto convirtió al grupo en el mayor grupo editorial en el ámbito de habla inglesa. Random House se fusionó con Bantam Doubleday Dell, y el grupo estableció la central de todas las editoriales de Bertelsmann en Nueva York. En 1999, Bertelsmann compró la editorial científica Springer Wissenschaftsverlag, que era líder de mercado en áreas como las matemáticas o la física. En 2000, Bertelsmann se deshizo de AOL Europe. La venta de sus participaciones en la joint venture a America Online aportó a Bertelsmann miles de millones. Ese mismo año, Bertelsmann y el grupo mediático Pearson crearon RTL Group a partir de sus filiales televisivas. En un principio, Bertelsmann solo poseía una minoría en la empresa, pero poco a poco fue aumentando su participación, hasta asegurarse la mayoría de las participaciones en RTL mediante un intercambio de acciones con el Groupe Bruxelles Lambert (GBL), al que, gracias a ello, pasó a pertenecer un 25,1 por ciento de las participaciones del grupo.

### 2001-2007
Bajo la dirección de Thomas Middelhoff, Bertelsmann reforzó su actividad en Internet; en especial su participación en Napster recibió una gran atención por parte de los medios. Uno de los objetivos de la colaboración fue contener la difusión ilegal de material protegido por derechos de autor. No obstante, en 2001, el servicio tuvo que suspenderse debido a litigios judiciales. Bertelsmann se veía expuesto a las demandas de indemnización de la industria musical. Para financiar el futuro desarrollo del grupo, Thomas Middelhoff planteó la salida a bolsa de Bertelsmann. Se produjo un conflicto de principios con la familia Mohn. En 2002, Gunter Thielen pasó a ser el nuevo presidente del Comité Ejecutivo de Bertelsmann, cambio que algunos medios comentaron de forma crítica.
Este fue seguido por una fase de consolidación para solventar los problemas del negocio central. Bertelsmann se separó, por ejemplo, de empresas no rentables de comercio electrónico; entre otras, se vendieron bol.de y la tienda en línea de Barnes & Noble. Gruner + Jahr se separó del periódico Berliner Zeitung, y también se renunció a la editorial científica BertelsmannSpringer. En el ejercicio fiscal de 2003, el grupo anunció la incorporación de su negocio musical a una joint venture con Sony. Bertelsmann y Sony eran propietarias respectivamente de la mitad de las participaciones. Mediante la transacción, las partes querían reaccionar al descenso de las ventas en el mercado musical. Además, Gunter Thielen puso en marcha la recompra de las participaciones de Groupe Bruxelles Lambert, de modo que la familia Mohn volvió a controlar por completo el grupo a partir de 2006. Esta medida se financió, entre otras cosas, mediante la venta del negocio con derechos musicales al grupo mediático francés Vivendi. Durante el mandato de Gunter Thielen, el número de empleados de Bertelsmann superó por primera vez las 100.000 personas.

### 2008-2015

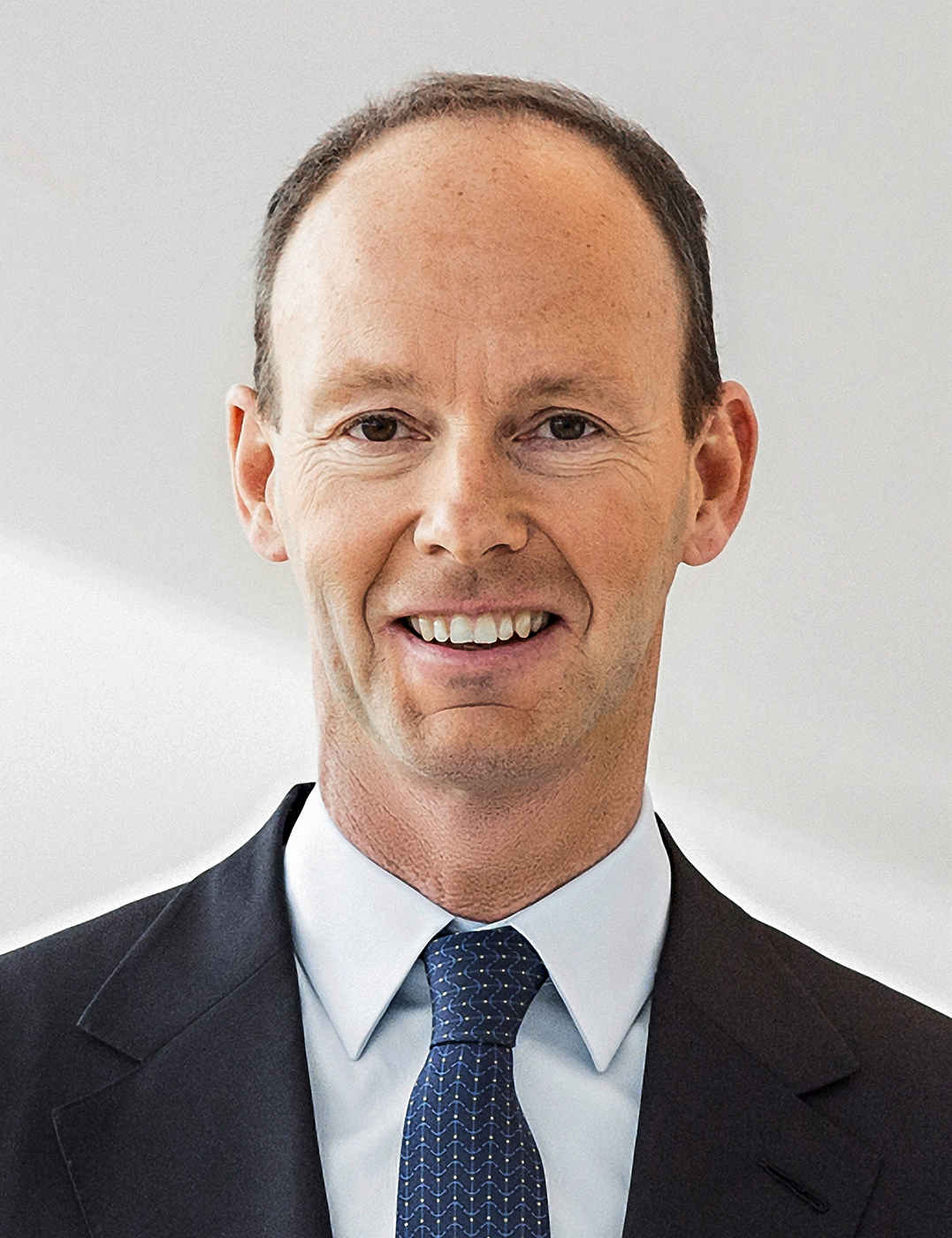
Thomas Rabe 2015

En 2008, se nombró a Hartmut Ostrowski presidente del Comité Ejecutivo. Bertelsmann vendió sus participaciones a la discográfica Sony BMG; desde entonces, la empresa se llama Sony Music Entertainment. También en 2008, Bertelsmann adquirió los derechos de la enciclopedia Brockhaus, que desde entonces fue publicada por la editorial Wissen Media Verlag. A finales de 2011, Hartmut Ostrowski anunció de forma inesperada que dejaba Bertelsmann por motivos personales. Desde 2012, Thomas Rabe es el presidente del Consejo de Administración de Bertelsmann.
En 2013, Bertelsmann sacó a bolsa una parte de sus acciones en el RTL Group, para seguir financiando el crecimiento con los ingresos de la venta. En 2013 se creó Penguin Random House, la mayor casa editorial del mundo. En 2014, Bertelsmann absorbió por completo Gruner + Jahr. Además, bajo la dirección de Thomas Rabe, Bertelsmann invirtió más en el sector educativo: por ejemplo, en 2014 compró la proveedora estadounidense Relias Learning. La empresa pertenece al Bertelsmann Education Group, creado en 2015. El Club Bertelsmann se liquidó, si bien algunos de los socios de distribución se han opuesto por la vía judicial. En 2016, el grupo aglutinó el negocio de impresión en el Bertelsmann Printing Group.

### 2016-2019
Bertelsmann amplió su abanico de actividades con la introducción de la estructura de ocho áreas de negocio en 2016. Para seguir reforzando el negocio principal, entre otras cosas, Bertelsmann incrementó en el año 2017 su participación en Penguin Random House, del 53 al 75 por ciento. Gracias a la retirada parcial de Pearson, Bertelsmann se aseguró una estratégica mayoría de tres cuartos en la mayor editorial de publicaciones generales del mundo. Esta ha publicado, entre otras muchas cosas, las memorias de Michelle y Barack Obama.
Arvato fue vinculada más estrechamente al grupo empresarial mediante cambios en la gerencia, entre otras medidas. Desde entonces, los jefes de cada uno de los sectores (Solution Groups) informan directamente a los miembros del Consejo de Administración de Bertelsmann. Para el negocio de servicios de atención al cliente se analizaron opciones estratégicas y, en 2018, se decidió fundar, con el Grupo Saham, una empresa dedicada a este sector. Para Europa, Oriente Próximo y África, la nueva empresa, Majorel, está entre los participantes líderes del mercado.
El creciente negocio de la educación se reforzó con la adquisición del proveedor estadounidense OnCourse Learning en el año 2018. Se trata de una de las mayores transacciones del grupo empresarial en el mercado estadounidense. La empresa ofrece cursos digitales de capacitación y perfeccionamiento a clientes del sector sanitario y financiero. Bertelsmann apuesta por un aprendizaje continuo a lo largo de toda la vida y en 2017 y 2019 entregó decenas de miles de becas Udacity, para permitir a interesados con talento ampliar su formación en temas como el Big Data, la computación en la nube y la inteligencia artificial.
Bertelsmann ha fomentado una mayor cooperación entre las divisiones del grupo y se ha abierto a la cooperación con otras empresas mediáticas. Un ejemplo de ello es la Ad Alliance, creada en 2017. Mediante esta alianza, el Mediengruppe RTL Deutschland y Gruner + Jahr cohesionaron la comercialización de sus espacios publicitarios. Entretanto se han unido también a ella los comercializadores de Spiegel, Axel Springer y Funke Mediengruppe. La Ad Alliance abarca a más del 99 por ciento de la población alemana.
En 2019, Bertelsmann reforzó también la cooperación entre los negocios de contenido alemanes con la fundación de la Content Alliance, bajo la dirección de Julia Jäkel. Esta reúne, sobre todo, a canales de radiotelevisión del Mediengruppe RTL Deutschland, la empresa de producción televisiva UFA, el grupo editorial Random House, Gruner + Jahr, así como la empresa musical BMG. La Bertelsmann Content Alliance desarrolla formatos comunes y cuenta con una amplia gama de productos y servicios para creativos.

## Estructura del grupo

### Forma jurídica
De 1971 a 2012, Bertelsmann fue una sociedad anónima de acuerdo con el derecho alemán. A continuación, el grupo se convirtió en una sociedad comanditaria por acciones, cuya socia con responsabilidad personal es una "societas europaea". Bertelsmann justificó este paso, en otras cosas, para abrirse a los inversores. Estos debían, sobre todo, participar en la financiación del futuro crecimiento. Los medios calificaron este cambio de forma jurídica de "época de transición", ya que, básicamente, hacía posible una salida a bolsa. Esta posibilidad no se ha implementado. Hoy, Bertelsmann es una empresa orientada al mercado de capitales que emite bonos. Desde 2001, el grupo hace sus balances con arreglo a las Normas Internacionales de Información Financiera.

### Propietarios
La nueva forma jurídica no cambió nada en la estructura de propiedad de Bertelsmann. En los años 70 y 80, la familia Mohn ya había ido consolidando la Bertelsmann Stiftung, la cual posee desde 1993 la mayoría de las participaciones sociales de Bertelsmann. Esto se debe, en parte, a motivos fiscales. Además, de este modo se pretendía garantizar la continuidad de la empresa. Hoy, según declaraciones del grupo, la familia Mohn es propietaria de un 19,1 por ciento de las participaciones de Bertelsmann. Las fundaciones Bertelsmann, Reinhard Mohn y BVG acumulan conjuntamente un 80,9 por ciento. La sociedad de gestión Bertelsmann Verwaltungsgesellschaft ejerce una influencia decisiva en el grupo y concentra todos los derechos de voto de la familia Mohn y las fundaciones participantes, que alcanzan conjuntamente el 100 por cien en las asambleas generales de la sociedad del grupo (Bertelsmann SE & Co. KGaA) y de su complementaria (Bertelsmann Management SE).

### Directiva
La administración de la Bertelsmann SE & Co. KGaA recae en Bertelsmann Management SE, cuyo presidente del Comité Ejecutivo es Thomas Rabe. A este órgano pertenecen, además, Markus Dohle, Immanuel Hermreck, Bernd Hirsch y Anke Schäferkordt. En 2012, Bertelsmann creó adicionalmente el llamado Group Management Committee, que asesora al Consejo de Administración en cuestiones de importancia. Algunos medios señalaron que, en comparación, se nombraron a muchas mujeres en el Group Management Committee. Bertelsmann SE & Co. KGaA y Bertelsmann Management SE cuentan cada una con un consejo de supervisión que vigila a la directiva. En 2013, Christoph Mohn asumió la presidencia de ambos órganos. Otros miembros de la familia pertenecientes a los consejos de supervisión de ambas sociedades son Liz Mohn y Brigitte Mohn.

## Divisiones
Bertelsmann es un grupo descentralizado, por lo que cada una de sus divisiones es bastante independiente. El holding del grupo asume tareas centrales, por ejemplo, en el área de Corporate Finance. En 2016, Bertelsmann introdujo una nueva estructura; hoy en día el grupo consta de ocho divisiones: RTL Group (radiotelevisión), Penguin Random House (libros), Gruner + Jahr (revistas), BMG (derechos musicales) Arvato (servicios), Bertelsmann Education Group (educación), Bertelsmann Printing Group (impresión) y Bertelsmann Investments (participaciones).

### RTL Group
El RTL Group es un proveedor de entretenimiento líder en Europa con sede en Luxemburgo. La empresa opera cadenas de televisión y radio privadas y financiadas mediante publicidad en varios países; entre ellas, RTL y VOX en Alemania. En 2015 se creó una unidad aparte para vídeos web, la RTL Digital Hub. Además, forman parte de RTL Group productoras como FremantleMedia. En enero de 1997, Bertelsmann fusionó UFA Film- und Fernsehgesellschaft con la Compagnie Luxembourgeoise de Télédiffusion (abreviada CLT). La unión de CLT-UFA con Pearson TV en el año 2000 marcó el comienzo del RTL Group. La empresa cotiza en bolsa y, desde 2001, se haya mayoritariamente en manos de Bertelsmann. Tras la venta de acciones en el año 2013, su participación asciende al 75,1 por ciento. En 2021, las ventas ascendieron a 6.637 millones de euros.

### Penguin Random House
Penguin Random House es la mayor casa editorial de libros del mundo. Surgió en 2013 a partir de la fusión de las áreas de libros de Bertelsmann y Pearson. El grupo ya se había convertido en la mayor editorial de libros en el ámbito de habla inglesa en 1998 con la adquisición de Random House. A la empresa pertenecen unas 250 editoriales en los cinco continentes, entre ellas, además de Random House y Penguin Books, están también Doubleday, Knopf o Viking. El grupo editorial alemán Random House con sede en Múnich no forma parte de Penguin Random House, pero forma parte de la misma división de Bertelsmann. Penguin Random House tiene su sede principal en la Penguin Random House Tower de Nueva York. Bertelsmann es actualmente propietaria del 53 por ciento de la empresa. En 2021, la división facturó 4.030 millones de euros.

### BMG
BMG es una editorial musical con sede en Berlín. El catálogo de BMG abarca derechos de obras, por ejemplo, de Céline Dion, Jennifer López, Ronan Keating o Britney Spears. La empresa se creó en 2008 tras la salida del grupo del mercado de la música. Tras la venta de Sony BMG, Bertelsmann había conservado los derechos de 200 artistas, sobre todo europeos. En 2009, Kohlberg Kravis Roberts & Co. entró en BMG y mantuvo desde entonces la mayoría de la empresa con un 51 por ciento, mientras que Bertelsmann se quedó con un 49 por ciento. Desde 2013, BMG vuelve a pertenecer totalmente a Bertelsmann. En 2016, BMG pasó a ser una división de Bertelsmann. Las ventas fueron de 663 millones de euros.

### Arvato
Arvato es una empresa de servicios internacional. En su forma actual, surgió en el año 1999. En aquel entonces se reestructuraron las áreas de Impresión y de Industria de Bertelsmann, lo cual hizo que los servicios cobraran más peso en comparación con el área de Impresión y Tecnología que había antes. Bertelsmann lleva operando como proveedor de servicios desde los años 50, asumiendo, entre otros, la entrega de libros para otras editoriales. La Vereinigte Verlagsauslieferung (VVA) sigue formando parte de Arvato hasta hoy. Además, hoy Arvato presta servicios en áreas como Customer Relationship Management (CRM), Supply Chain Management (SCM) y Finanzas, así como en Tecnología de la Información. Su sede principal es Gütersloh, aunque cuenta con otras sedes en 22 países, inclusive China y Estados Unidos. En 2021, Arvato tuvo una facturación de 5.035 millones de euros.

### Bertelsmann Printing Group
En 2016, el grupo integró sus actividades de impresión digital, offset y huecograbado en el Bertelsmann Printing Group. Se trata del mayor representante del sector en Europa. La sede del grupo empresarial se halla en Gütersloh. A Bertelsmann Printing Group pertenecen, además de GGP Media, Mohn Media, Prinovis, Sonopress, Vogel Druck y algunas otras empresas, también Be Printers. Be Printers, por su parte, es una ramificación de Arvato, constituida en 2012 para consolidar las actividades del grupo en el sector de las imprentas. Debido al descenso en las tiradas, el negocio se hallaba desde hacía años bajo presión. En el ejercicio fiscal de 2021, Bertelsmann Printing Group facturó 1.319 millones de euros.

### Bertelsmann Education Group
Bertelsmann Education Group es un subgrupo de empresas dentro del grupo dedicado al sector de la educación. Fue fundado en 2015 y tiene su sede en Nueva York. A este pertenecen, por ejemplo, la Alliant International University de California y Relias Learning. La adquisición de Relias Learning en el año 2014 constituyó la base para el Bertelsmann Education Group y supuso la mayor adquisición de Bertelsmann desde la compra de Random House. En 2021, Bertelsmann Education Group generó ventas por 283 millones de euros.

### Bertelsmann Investments
Esta división integra las participaciones de Bertelsmann en startups. Sus actividades se centran en Brasil, China e India, así como en EE. UU. y Europa. Bertelsmann Digital Media Investments tiene su sede en Gütersloh y, desde 2014, se concentra sobre todo en Estados Unidos. Bertelsmann Asia Investments, Bertelsmann Brazil Investments y Bertelsmann India Investments son otros tres fondos, activos en regiones en crecimiento definidas por el grupo. Bertelsmann Investments participa, en total, en más de 100 empresas startup, especialmente en el sector digital. En 2021, las ventas alcanzaron los 8 millones de euros.

## Sedes
La central de Bertelsmann se halla desde los años 70 en el barrio Avenwedde de Gütersloh y abarca una superficie de unos 26.100 metros cuadrados. Los edificios de oficinas se construyeron en 1976 y se ampliaron en 1990. Además de las instalaciones habituales, en la central de Gütersloh se halla también la Bertelsmann University, una universidad para los directivos del grupo. En 1992, Bertelsmann compró el Bertelsmann Building de Nueva York, donde albergó su central para Norteamérica. El edificio volvió a venderse en 2004. En 2003, se inauguró la representación en Berlín en el edificio histórico Kommandantenhaus. En el marco de la internacionalización del grupo, Bertelsmann creó otras sedes a nivel de grupo (Corporate Center) en Pekín (2006), Nueva Delhi (2012) y São Paulo (2012).
En todo el mundo, incluidas todas las divisiones, Bertelsmann dispone de casi 350 sedes. La mayoría están ubicadas en Europa, donde el grupo factura la mayor parte de sus ventas. En los últimos años, el grupo se ha centrado más en países emergentes como Brasil, China e India. En Brasil se han desarrollado actividades, sobre todo, en el sector educativo. En China, Bertelsmann lleva operando desde 1992, y hoy todas las divisiones están presentes allí. En la India, el grupo apuesta, entre otras cosas, por el crecimiento en el sector del comercio electrónico.

## Crítica
En los años 90 se cuestionó críticamente el papel del grupo en el Tercer Reich. El detonante fue un discurso que el presidente del Comité Ejecutivo, Thomas Middelhoff, pronunció en Nueva York en 1998 al recibir el premio Vernon A. Walters. Thomas Middelhoff presentó a Bertelsmann como una de las pocas empresas mediáticas no judías que los nazis habían cerrado por haber publicado literatura subversiva. Tal valoración recibió duras críticas, por ejemplo, del publicista Hersch Fischler. El discurso condujo a un amplio debate público y, finalmente, al establecimiento por parte del grupo a finales de 1998 de la Comisión Histórica Independiente (Unabhängige Historische Kommission, UHK). La dirigió Saul Friedländer e incluía entre sus miembros a Norbert Frei, Trutz Rendtorff y Reinhard Wittmann. La UHK presentó en el año 2000 un informe provisional, y en 2002 el definitivo, en el que se establecía, por ejemplo, que la afirmación de que C. Bertelsmann Verlag había ejercido resistencia contra el nacionalsocialismo era, sin duda, incorrecta. No se podía demostrar un «cierre por ser una editorial de la resistencia». El historiador Volker Ullrich dictaminó en el semanario Die Zeit que no quedaba huella de la «hipotética editorial de la resistencia». Desde 2003, las actas de la UHK están abiertas al público en el archivo del grupo en Gütersloh.